# Bittacomorpha occidentalis
Bittacomorpha occidentalis is een muggensoort uit de familie van de glansmuggen (Ptychopteridae). De wetenschappelijke naam van de soort is voor het eerst geldig gepubliceerd in 1895 door Aldrich.